# 格林鎮區 (密蘇里州勞倫斯縣)
格林鎮區（英語：Green Township）是位於美國密蘇里州勞倫斯縣的一個行政鎮區。

## 地方資料
格林鎮區的面積為109.15平方千米，當中陸地面積為108.95平方千米，而水域面積為0.20平方千米。根據2020年美國人口普查的數據，當地共有人口409人，而人口密度為每平方千米3.75人。